# Володимир Корецький (монета)
«Володи́мир Коре́цький» — ювілейна монета номіналом 2 гривні, випущена Національним банком України. Присвячена українському юристу-міжнароднику, який брав активну участь у підготовці Загальної декларації прав людини та багатьох інших важливих міжнародних правових документів, ученому, історику права, спеціалісту в галузі міжнародного приватного права та загальної історії держави і права, академіку АН УРСР Володимиру Михайловичу Корецькому.
Монету введено в обіг 10 грудня 2020 року. Вона належить до серії «Видатні особистості України».

## Опис та характеристики монети
| Номінал грн. | Метал      | Маса, грам | Діаметр, мм. | Якість виготовлення       | Гурт     | Тираж, штук |
| ------------ | ---------- | ---------- | ------------ | ------------------------- | -------- | ----------- |
| 2            | нейзильбер | 12,8       | 31           | спеціальний анциркулейтед | рифлений | 30 000      |

### Аверс
На аверсі монети розміщено: малий Державний Герб України (угорі) та написи: «НАЦІОНАЛЬНИЙ» (ліворуч від герба), «БАНК УКРАЇНИ» (праворуч від герба), «2/ ГРИВНІ» (під гербом), «THE UNIVERSAL DECLARATION OF HUMAN RIGHTS» (по центру); ліворуч — рік карбування монети — «2020», під яким — логотип Банкнотно-монетного двору Національного банку України; унизу на тлі аркушів паперу — руки та суддівський молоток (як символ прийняття суддівських рішень).

### Реверс
На реверсі монети на тлі глобуса, що символізує міжнародну діяльність українського правознавця В. Корецького, зображено його портрет і написи: «ВОЛОДИМИР/ КОРЕЦЬКИЙ» (під портретом), роки життя «1890/1984» (ліворуч від портрета), «УКРАЇНСЬКИЙ ВЧЕНИЙ-ЮРИСТ СУДДЯ МІЖНАРОДНОГО СУДУ ООН» (по колу).

## Автори

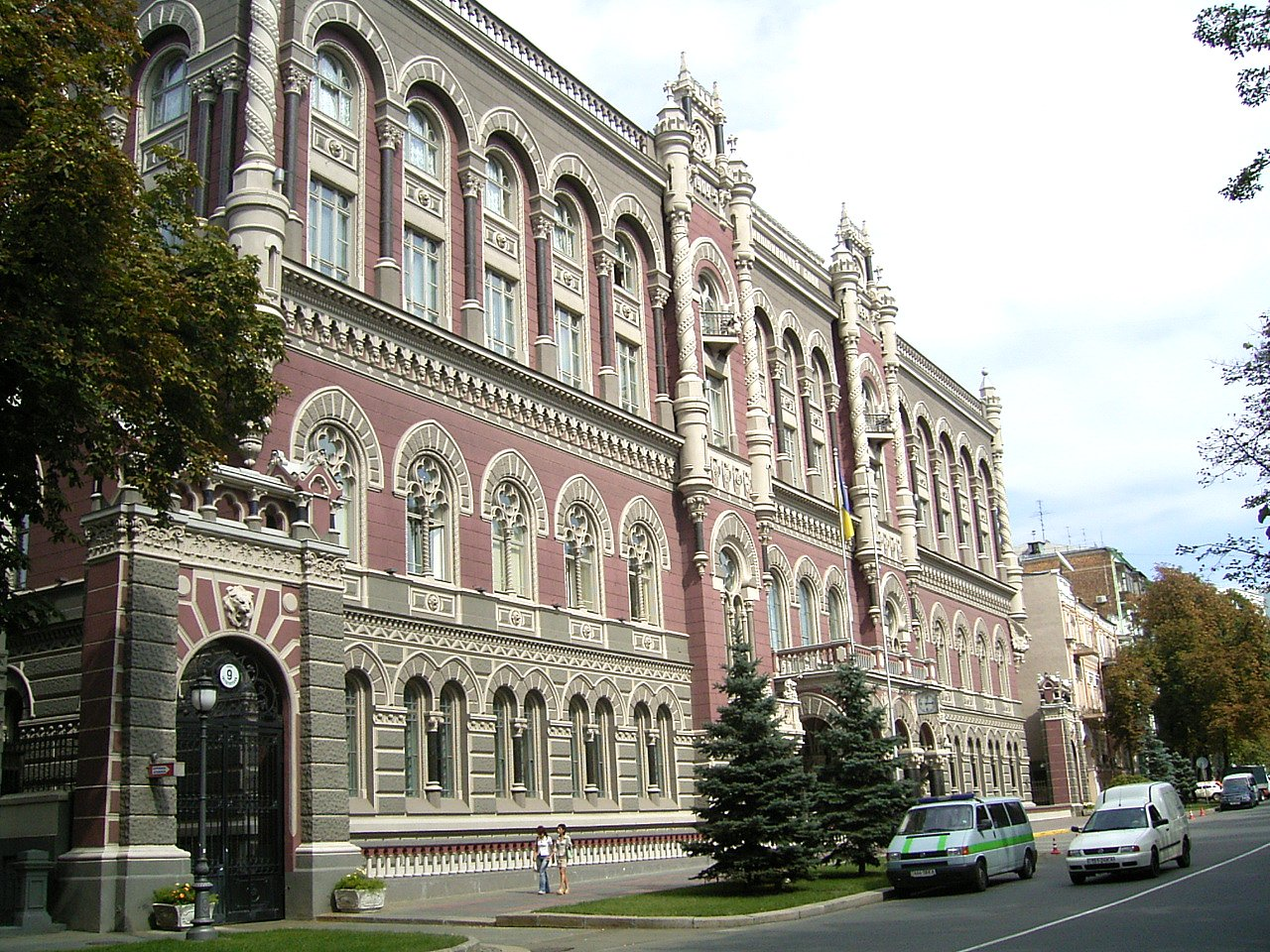
Будівля Національного банку України

- Художники: Кузьмін Олександр, Скоблікова Марія.
- Скульптори: Демяненко Анатолій, Дем'яненко Володимир.

## Вартість монети
Під час введення монети в обіг 2020 року, Національний банк України реалізовував монету за ціною 35 гривень.
Фактична приблизна вартість монети, з роками змінювалася так:
| Рік        | 2021 | 2022 | 2023 | 2024 | 2025 |
| ---------- | ---- | ---- | ---- | ---- | ---- |
| Ціна, грн. | 45   | 50   | 60   | 120  | 120  |